# Selciato

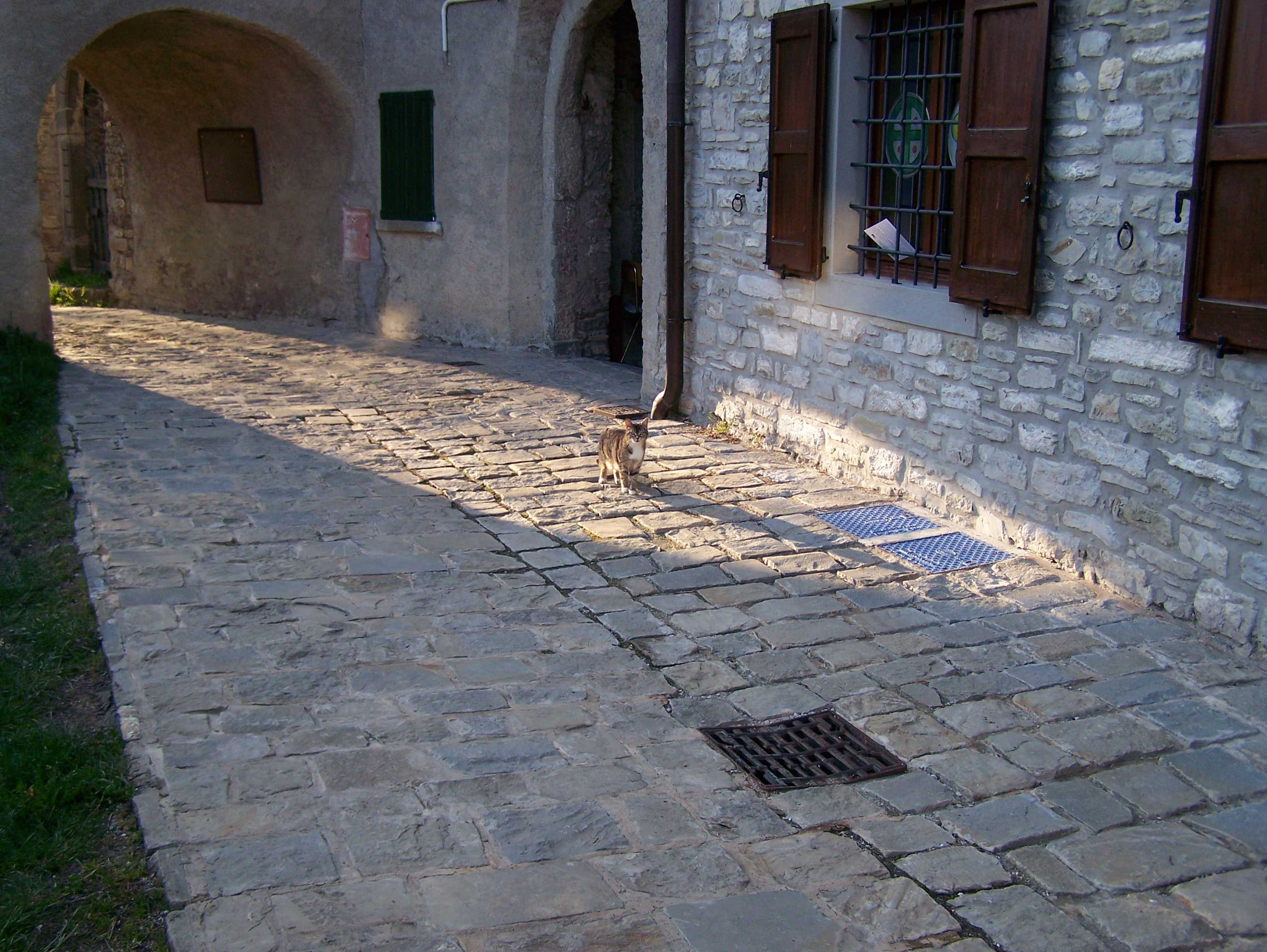
Selciato di un borgo della Valle dei Cavalieri.

Il selciato è una superficie esterna pavimentata in pietra a lastre o blocchi. 

## Caratteristiche
Il nome, che deriva dal primitivo utilizzo della selce come pietra da pavimentazione, si è poi esteso anche per le opere realizzate con altri materiali tra i quali, ad esempio, il macigno, il porfido, il granito.
Non di rado, tuttavia, sono chiamate selciati anche quelle pavimentazioni ottenute attraverso l'uso di più elementi e materiali in configurazioni, disegni e posa in opera diversi, tendenti a formare un tutt'uno armonico e di effetto scenico/ornamentale.
Gli elementi con i quali sono realizzate le pavimentazioni in pietra, un tempo lavorati sul cantiere dagli scalpellini, sono oggi pre-abbozzati direttamente negli stabilimenti di produzione e nella fase della posa in opera sono realizzati - frequentemente - con piccoli assestamenti.
Gli elementi in pietra che costituiscono le pavimentazioni, possono essere posati a secco, su un letto di magrone, sabbia o colla e possono avere i giunti (fughe) stuccati o aperti.